# Hybrid Propulsion for Space
Hybrid Propulsion for Space (ou HyPrSpace) est une entreprise française dans l'astronautique basée à Bordeaux. HyPrSpace développe une méthode de propulsion afin de faciliter l'accès à l'espace. Fondée en 2019, elle développe également ses propres lanceurs.

## Objectifs
L'objectif de l'entreprise est le développement de moteurs-fusées hybrides peu coûteux pour faciliter l’accès à l'espace au plus grand nombre. Selon Hybrid Propulsion for Space, ces moteurs hybrides ont pour but de combiner les avantages des moteurs à ergols liquides et solides tout en étant peu coûteux. Ces derniers seront réutilisables. La société compte également développer sa propre famille de lanceurs, trois lanceurs sont présentés dont un micro-lanceur pouvant mettre en orbite des charges utiles de 300 kg. Tout comme les moteurs, ces derniers seront réutilisables.

## Historique
L'entreprise a été créée le 29 mai 2019 par quatre associés. 
Elle lève 1,1 million d’euros en 2022, puis 35 millions fin 2023.
Elle fait partie des quatre constructeurs français de lanceur léger (les autres étant MaiaSpace, Sirius Space et Latitude) susceptibles de bénéficier d'une enveloppe totale de 400 millions d'euros dont le versement a été annoncé en mars 2024 au titre du plan d'investissement France 2030. Une petite avance doit être versée pour financer le développement des lanceurs mais le versement de l'essentiel de cette somme est conditionné par la réussite d'un premier vol entre 2026 et 2028.

## Lanceurs

### Baguette One
Hybrid Propulsion for Space développe un démonstrateur suborbital à faible coût, Baguette-One. D'une hauteur de 7 mètres, d'un diamètre de 80 cm et d'une masse au décollage de 2,5 tonnes, il sera équipé d'un moteur fonctionnant au polybutadiène hydroxytéléchélique (ou PBHT) et au LOX et disposera d'une tuyère aerospike. Capable d'emporter 300 kg, HyPrSpace vise un vol en 2026 depuis le site de tests de lancements de missiles de la DGA à Biscarosse. 

### Orbital Baguette One
Le moteur devra fournir une poussée de 30 kilo-newtons (kN) pour une durée de 120 secondes, capable de placer une charge de 200 à 250 kg en orbite basse. L'entreprise vise un premier vol en 2027. 
Des déclinaisons plus puissantes à un ou plusieurs moteurs sont également prévues à plus long terme.